# كارلوس لويزاجا
كارلوس لويزاجا (بالتاغالوغية: Carlos Loyzaga) مواليد 29 أغسطس 1930 في مانيلا - الوفاة 27 يناير 2016، كان مدرب كرة سلة فلبيني ولاعب. بدأ مسيرته الاحترافية في سنة 1951. حمل الرقم 41. بلغ طوله 6 قدم 3 بوصة (1.9 م). مثّل منتخب بلاده. شارك في دورة الألعاب الأولمبية الصيفية سنة 1952. حقق المركز الأول في بطولة أمم آسيا لكرة السلة 1960. اعتزل اللعب في 1964.

## سجل المنافسة
شارك في المنافسات التالية:
- الألعاب الأولمبية الصيفية 1952
- الألعاب الأولمبية الصيفية 1956
- الألعاب الأولمبية الصيفية 1968
- دورة الألعاب الآسيوية 1951

## روابط خارجية
- كارلوس لويزاجا على موقع الاتحاد الدولي لكرة السلة (الإنجليزية)
- كارلوس لويزاجا على موقع سبورتس رفرنس (الإنجليزية)
- كارلوس لويزاجا على موقع اللجنة الأولمبية الدولية (الإنجليزية)
- كارلوس لويزاجا على موقع أوليمبيديا (الإنجليزية)